# Игристое вино

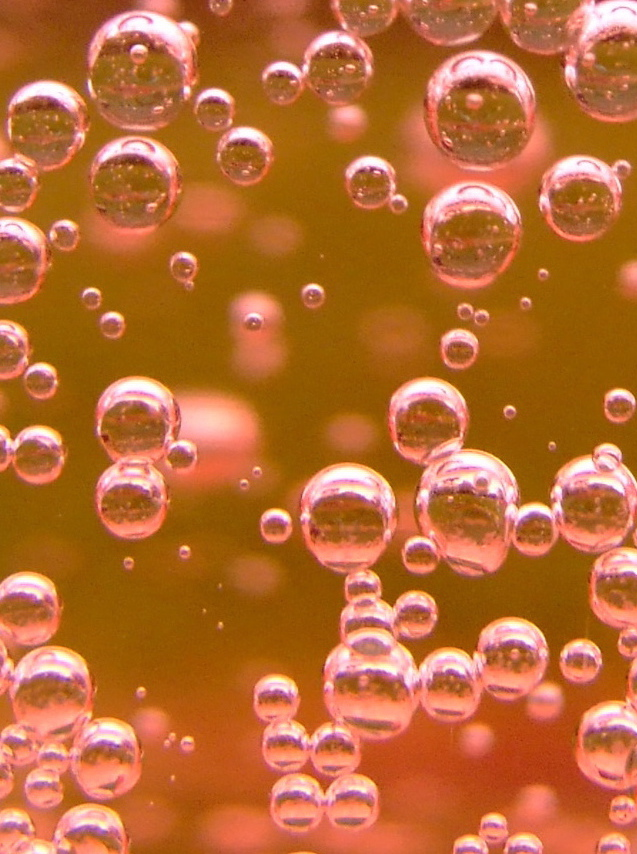
Пузырьки (перляж)

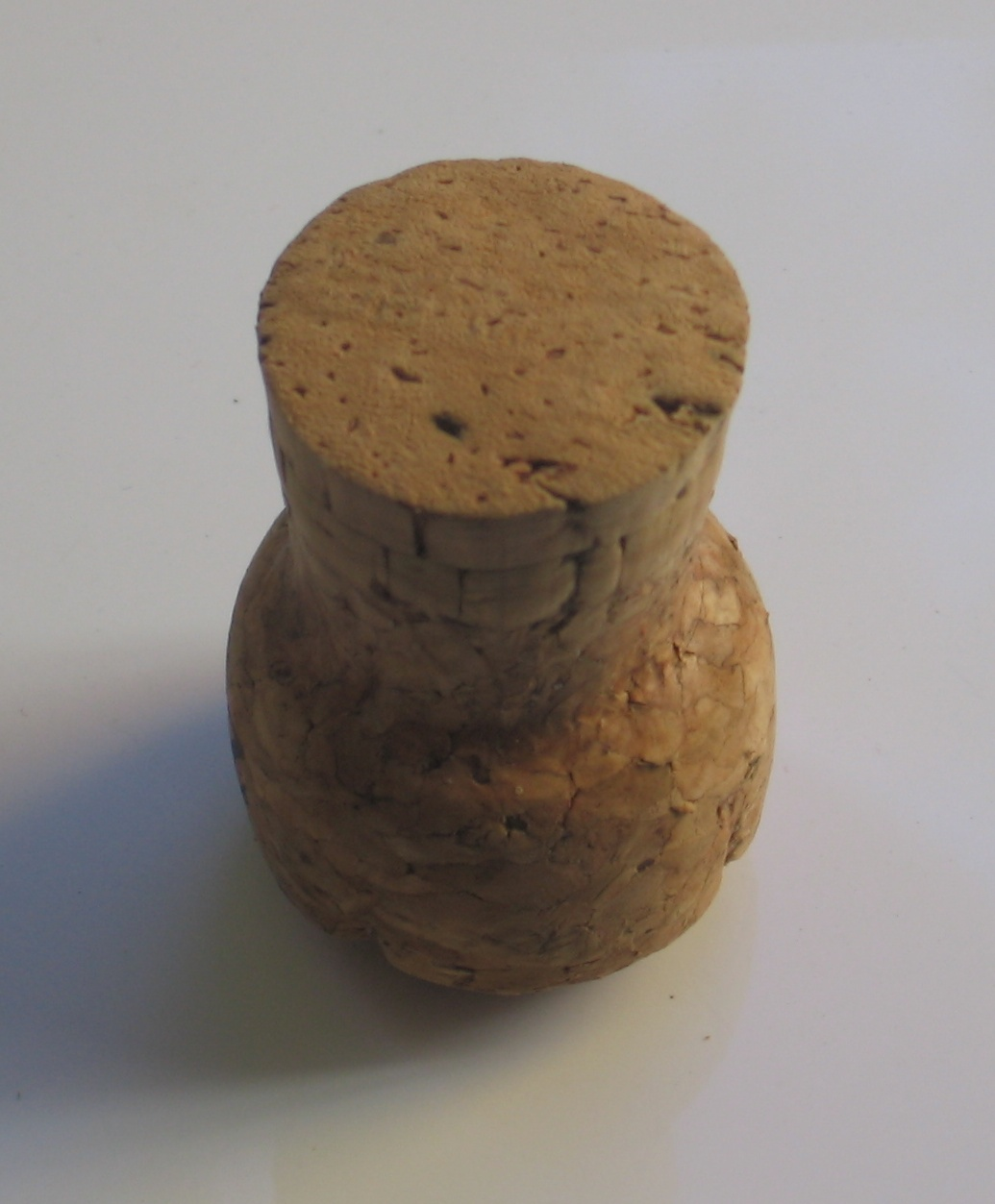
Пробка от бутылки игристого вина

Игри́стое вино́ — вино, насыщенное углекислым газом, благодаря которому напиток  становится шипучим. Углекислый газ образуется в результате природного брожения.
Игристое вино не следует путать с искристым вином (газированным), куда диоксид углерода вводится искусственно при повышенном давлении для придания вину игристых свойств.
Игристое вино содержит избыток углекислоты, которая высвобождается при открытии бутылки «выстрелом» пробки и игрой пузырьков на стенках фужера с напитком.

## Методы производства
Наиболее традиционный способ получения игристого вина (фр. méthode champenoise — «шампанский метод») — природное брожение вина непосредственно в бутылке. Описание производства шампанского и других вин, изготавливаемых традиционным методом. (см. в статье шампанское)
Из-за высокой стоимости использования отдельных бутылок для вторичной ферментации в современном виноделии используются и другие методы. Часто вино сбраживают в большом резервуаре, который разработан для того, чтобы выдерживать внутреннее давление.
Для более дешёвых игристых вин широко используется метод Шарма (он же — акратофорный).

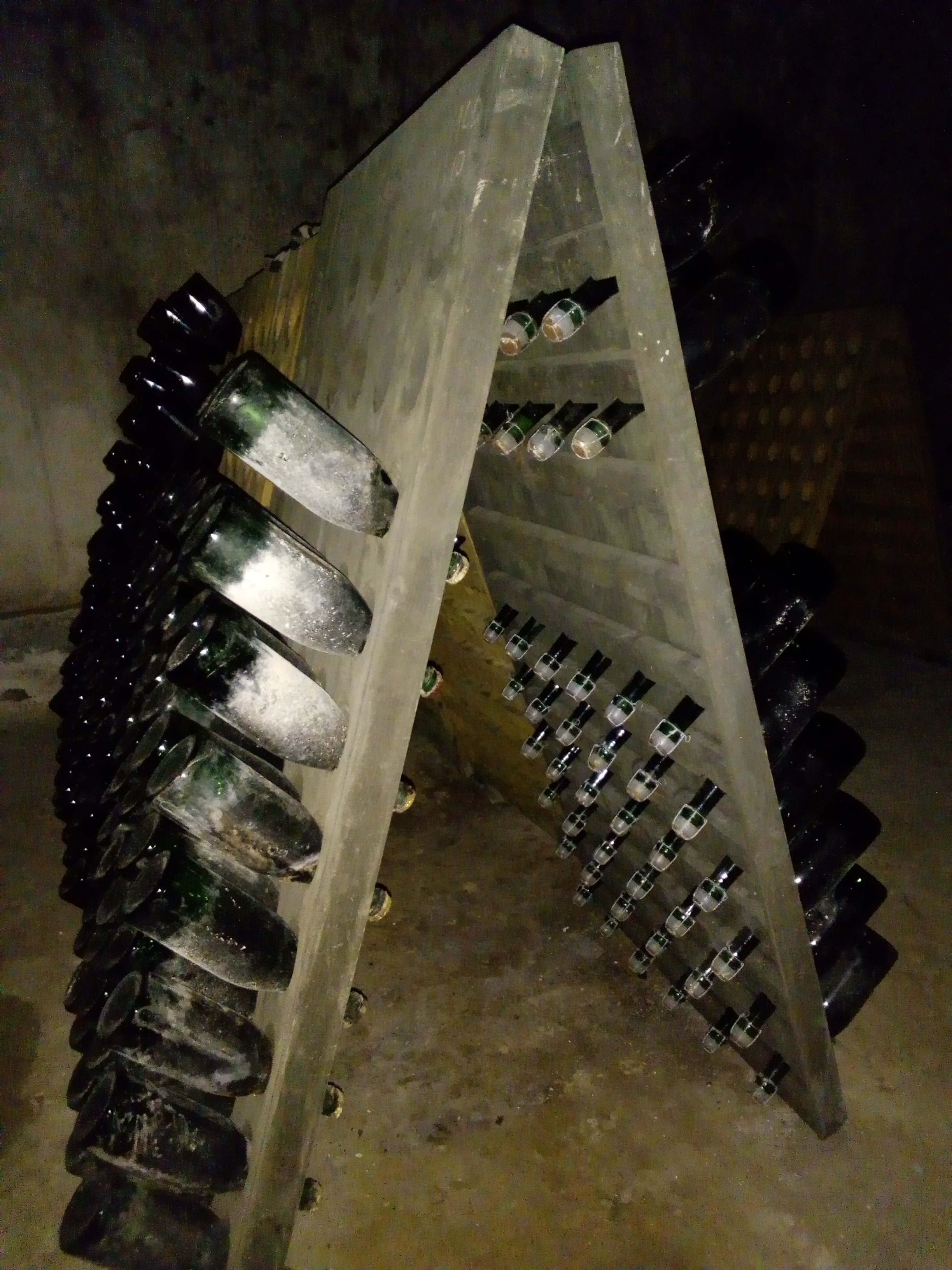
Производство игристого вина традиционным методом

## История
Причину появления пузырьков в вине искали ещё античные авторы. Средневековые виноградари считали «игристость» вина серьёзным недостатком и боролись с ним. «Извержение» одной из бутылок вина в погребе зачастую порождало цепную реакцию. Многие винодельни теряли до 20 % запасов вина из-за подобных происшествий. С целью удержания пробки в бутылке была изобретена специальная уздечка из проволоки — мюзле.
Проблема была особенно актуальной для северных винодельческих регионов Франции, и в особенности Шампани, где зимние морозы останавливали ферментацию вина в погребах, а весеннее тепло возобновляло этот процесс. Боролся с назойливыми пузырьками и монах-винодел дом Периньон (1638—1715), которого иногда ошибочно называют изобретателем шампанского.
Изобретателями игристого вина считают своих предков жители Лиму на юго-востоке Франции: бенедиктинцы местного аббатства Сент-Илер упоминают изготовление «диковинного белого вина с естественной искрой» в документе, датированном 1531 годом, — задолго до начала производства игристых вин в Шампани.
Шипучесть вина из Шампани первыми оценили англичане, которые изобрели особо прочное бутылочное стекло и пробки, способные выдержать высокое давление в бутылке.
Первая попытка научного подхода относится к декабрю 1662 года, когда английский врач Кристофер Меррет (англ.) выступил перед Лондонским королевским обществом с докладом об игристых свойствах вина. Он объяснял «игру вина» наличием в нём сахаров и доказывал, что любое вино будет искриться при раннем добавлении в него сахара.
В XVIII веке Шампань уже отгружала тонны игристого вина английским заказчикам. Хотя в эпоху Регентства мода на игристое вино распространилась и при французском дворе, сами жители Шампани ещё долгое время продолжали рассматривать его как продукт на экспорт. Лишь к середине XIX века в этом регионе игристое вино вытеснило традиционное.
В 1870-е годы виноделы из других стран Европы, пройдя стажировку в Шампани, стали пытаться наладить производство игристого вина у себя на родине. Так, итальянец Карло Ганча научился делать игристое Асти из белого муската; позднее из Пьемонта техника была позаимствована жителями Просекко в окрестностях Триеста (Австро-Венгрия). В Будафоке (венг.), в то время одном из пригородов Будапешта, производство игристых вин наладил Йожеф Тёрлей, удостоенный высокого звания поставщика императорского дома Габсбургов. Примерно в то же время Жозеп Равентос внедрил метод шампанизации в Каталонии.

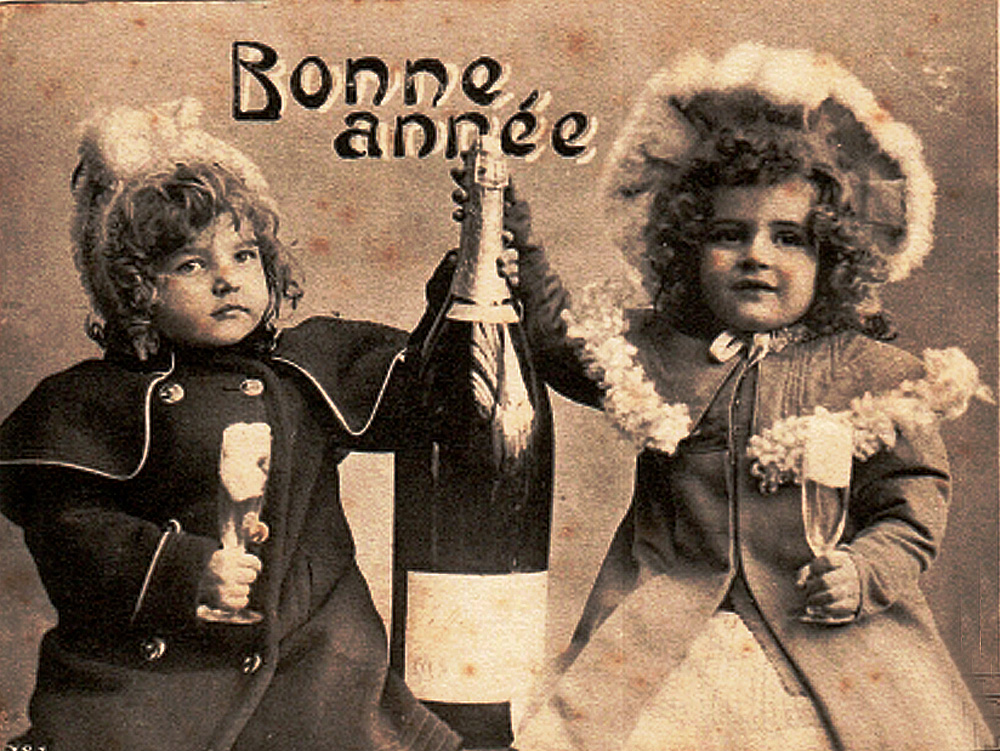
Шампанское на новогодней открытке времён «Прекрасной эпохи»

В XXI веке производство игристых вин высокого качества было наконец налажено и в Великобритании, которая веками оставалась одним из главных их потребителей.

### В России
Да вот в бутылке засмоленой

Между жарким и блан-манже

Цимлянское несут уже;

За ним строй рюмок узких, длинных

Подобно талии твоей,

Зизи, кристал души моей...
Производство игристых вин в Крыму, в Судакской долине начал налаживать князь Потёмкин. В 1799 году крымское имение академика П. С. Палласа выпустило первую в России партию вин, полученных путём бутылочной шампанизации. В 1-й половине XIX века над судакскими игристыми винами без особого успеха «колдовали» приезжие французы и швейцарцы. Отменным качеством выделялось игристое вино «Ай-Даниль», выпущенное в 1842 году одноимённым имением князя М. С. Воронцова.
Между тем Державин и Пушкин воспевали игристое цимлянское вино, производившееся на Дону по «старому казачьему способу». Этот дешёвый, демократичный аналог импортного шампанского получил широкое распространение в годы подъёма патриотизма, связанного с войнами против Наполеона.
Считается, что у истоков промышленного производства игристых вин в России стоял князь Лев Голицын (1845—1915) и Василий Таиров. Под руководством нанятой Голицыным артели французских виноделов удельное имение Абрау-Дюрсо в 1897 году выпустило на рынок партию из 13000 бутылок «шампанского» вина. Главный шампанист хозяйства, Виктор Дравиньи, удостоился двух наград лично от Николая II. Игристое вино из имения Голицына «Новый Свет» подавалось на коронационных торжествах, отчего получило название «Коронационное».
В середине XX века было возобновлено производство игристого цимлянского вина — по рецепту, составленному А. М. Фроловым-Багреевым.
В Советском Союзе игристое вино производилось под названием «Советское Шампанское». Большая часть этого сорта сладкая. Это обозначение продолжало использоваться для игристых вин, производимых в нескольких странах, ранее входивших в состав Советского Союза, включая Грузию, Армению, Беларусь, Молдову, и Украину. Скорее всего, это название прижилось, поскольку «Советское Шампанское» было одним из немногих продуктов и брендов советской эпохи, которое считалось роскошным. Часто названия были изменены, чтобы соответствовать конкретной стране, например, «Грузинское шампанское». В настоящее время все чаще встречается «Советское Шампанское», произведённое в сухом или полусухом виде. Продукция имеет некоторую международную популярность, поэтому российские сухие и полусухие версии можно найти на европейских рынках, а молдавские полусладкие версии из винограда мускат доступны в США.
На территории СССР главной экспериментальной площадкой по производству игристых вин был Севастопольский винодельческий завод. Другие крупные производства игристых вин в России и на Украине:
- Завод шампанских вин «Абрау-Дюрсо»
- Завод шампанских вин «Новый Свет»
- Артёмовский завод шампанских вин
- Ростовский комбинат шампанских вин
- Цимлянский завод игристых вин
- «Кубань-Вино» (Chateau Tamagne).

## Разновидности

### Российская классификация
По цвету: белое, красное, розовое.
По содержанию сахара
- Экстра брют — менее 6,0 г/литр.
- Брют — 6—15 г/л.
- Сухое — 15—25 г/л.
- Полусухое — 25—40 г/л.
- Полусладкое — 40—55 г/л.
- Сладкое — от 55 г/л.

### Региональные разновидности
Классический пример игристого вина — шампанское. В бывшем СССР это слово используется как синоним игристого вина, однако по правилам Всемирной торговой организации это название зарезервировано за оригинальным игристым вином из региона Шампань во Франции. Для последнего характерны интенсивная насыщенность углекислотой и, соответственно, высокое давление в бутылке (5-6 атм. против 2-3 атм. для обычных игристых вин типа Crémant).
Игристое вино обычно белое или розовое, но есть несколько примеров красного игристого вина — как, например, итальянские Бракетто и Ламбруско. Для Австралии традиционно красное игристое вино из винограда сорта Шираз.
Некоторые вина насыщаются диоксидом углерода лишь слегка (напр., «зелёное вино» в Португалии). Вина с давлением в бутылках менее 3 атмосфер называют шипучими (итал. frizzante, фр. pétillant) или полуигристыми.
Во Франции
- Ван муссо́ (фр. Vin mousseux)
- Креман[фр.] (фр. Crémant)
- Бланкетт де Лиму[фр.] (фр. Blanquette de Limoux)
- Шампанское (фр. Champagne)

В Италии
- Спуманте (итал. Spumante)
- Асти (итал. Asti)
- Бракетто (итал. Bracchetto)
- Просекко (итал. Prosecco)
- Ламбруско (итал. Lambrusco)
- Франчакорта (итал. Franciacorta)
- Фраголино (итал. Fragolino) алкогольные или безалкогольные напитки с ароматом земляники

В Испании
- Кава (исп. Cava), в том числе Розовая Кава (исп. Cava Rosado)

В Германии
- Зект[нем.] (нем. Sekt)

В Молдове
- Крикова (Cricova)

В Португалии
- Байррада (Bairrada)

В России
- Цимлянское вино
- Советское шампанское

В ЮАР
- Метод Cap Classique — аналогия классического метода Шампенуа во Франции